# Belemnodes scaber
Belemnodes scaber is een hooiwagen uit de familie Manaosbiidae. De wetenschappelijke naam van Belemnodes scaber gaat terug op Roewer.